# Układ strukturalny gospodarki narodowej
Układ strukturalny gospodarki narodowej – zbiór elementów gospodarki uporządkowany według określonych zasad ich wyodrębnienia i grupowania oraz zespół relacji odzwierciedlających udział tych elementów w całym zbiorze.

## Rodzaje układów strukturalnych gospodarki narodowej
Do najważniejszych układów strukturalnych gospodarki narodowej należą:
- układ rodzajowy (przedmiotowy)  – ukazuje w sposób przedmiotowy różne rodzaje działalności gospodarczej oraz występujące powiązania i zależności między nimi a całością działalności gospodarczej kraju. Grupowanie odbywa się najczęściej według sektorów, branż, gałęzi, działów. W tej sposób wyłania się działowo – gałęziowa struktura gospodarki narodowej.
  - Gospodarkę dzieli się na sektory:
    - 1 – produkcja pierwotna
    - 2 – działalność przetwórcza
    - 3 – usługi

  - oraz dokonuje się klasyfikacji na sekcje (od A do Q) według EKD (Europejska Klasyfikacja Działalności) np.
    - A – rolnictwo, łowiectwo, leśnictwo
    - B – rybołówstwo i rybactwo
    - M – edukacja
    - Q – organizacje i zespoły międzynarodowe

Z tej klasyfikacji wyłaniają nam się pewne korelacje, np. 1A – rolnictwo w sensie produkcji rolnej.
- układ przestrzenny – odwzorowuje on rozmieszczenie elementów gospodarki narodowej w jednostkach terytorialnych kraju. W ten oto sposób tworzy się struktura przestrzenna (terytorialna, regionalna) kraju. Układ przestrzenny umożliwia poprawne sklasyfikowanie podmiotów w strukturze.
- układ własnościowo–podmiotowy – grupuje elementy gospodarki według rodzaju własności. Jest niezwykle istotny w procesie kształtowania stosunków ekonomicznych i społecznych w państwie oraz zapewnia sprawne funkcjonowanie systemu gospodarczego i działających w jego ramach rozwiązań regulacyjnych. Struktura własnościowa jest tu determinantą ustroju społeczno-ekonomicznego państwa.
- układ instytucjonalny – podmioty gospodarcze grupowane są w ramach sektorów instytucjonalnych, wyodrębnionych na podstawie celów i funkcji pełnionych przez dane podmioty.